# Atlético de Bilbao 1974-1975
La pagina racchiude la rosa dell'Atlético de Bilbao nella stagione 1974-75.

## Stagione
Come da politica societaria la squadra è composta interamente da giocatori nati in una delle sette province di Euskal Herria o cresciuti calcisticamente nel vivaio di società basche.

In Primera División la squadra giunge decima. Nella Coppa del Generalísimo dopo aver eliminato il Real Betis al primo turno (0-0 e 2-0), la Real Sociedad nei quarti di finale (6-5 ai rigori, dopo un doppio 3-1), in semifinale l'Atlético viene eliminato dall'Atlético Madrid (0-2 e 0-0).
La stagione 1974-75 è l'ultima in cui il club ha la denominazione Atlético de Bilbao. Dalla stagione successiva torna alla denominazione pre-franchista di Athletic Club.

## Rosa
| N. |                   | Ruolo | Calciatore                |
| -- | ----------------- | ----- | ------------------------- |
|    | Spagna (bandiera) | P     | José Ángel Iribar         |
|    | Spagna (bandiera) | P     | Juan Antonio Zaldua       |
|    | Spagna (bandiera) | P     | Víctor Marro              |
|    | Spagna (bandiera) | D     | Andoni Goikoetxea         |
|    | Spagna (bandiera) | D     | Javier Escalza            |
|    | Spagna (bandiera) | D     | José Ignacio Madariaga    |
|    | Spagna (bandiera) | D     | Alberto Martín Goicoechea |
|    | Spagna (bandiera) | D     | José María Igartua        |
|    | Spagna (bandiera) | D     | Mateo Félix Zubiaga       |
|    | Spagna (bandiera) | D     | José María Núñez          |
|    | Spagna (bandiera) | D     | Daniel Astrain            |

| N. |                   | Ruolo | Calciatore           |
| -- | ----------------- | ----- | -------------------- |
|    | Spagna (bandiera) | D     | Jesús Aranguren      |
|    | Spagna (bandiera) | D     | José María Lasa      |
|    | Spagna (bandiera) | D     | José María Amorrortu |
|    | Spagna (bandiera) | D     | Agustín Gisasola     |
|    | Spagna (bandiera) | C     | Juan Carlos Vidal    |
|    | Spagna (bandiera) | C     | José Ángel Rojo      |
|    | Spagna (bandiera) | C     | Ángel María Villar   |
|    | Spagna (bandiera) | C     | Pedro María Zabalza  |
|    | Spagna (bandiera) | A     | Dani                 |
|    | Spagna (bandiera) | A     | Txetxu Rojo          |
|    | Spagna (bandiera) | A     | Carlos               |

## Statistiche

### Statistiche dei giocatori
| Giocatore      | Primera División | Primera División | Primera División | Primera División | Coppa del Generalissimo | Coppa del Generalissimo | Coppa del Generalissimo | Coppa del Generalissimo | Totale   | Totale | Totale      | Totale     |
| Giocatore      | Presenze         | Reti             | Ammonizioni      | Espulsioni       | Presenze                | Reti                    | Ammonizioni             | Espulsioni              | Presenze | Reti   | Ammonizioni | Espulsioni |
| -------------- | ---------------- | ---------------- | ---------------- | ---------------- | ----------------------- | ----------------------- | ----------------------- | ----------------------- | -------- | ------ | ----------- | ---------- |
| J.M. Amorrortu | 26               | 1                | 1                | 0                | 5                       | 1                       | 0                       | 0                       | 31       | 2      | 1           | 0          |
| J. Aranguren   | 0                | 0                | 0                | 0                | 0                       | 0                       | 0                       | 0                       | 0        | 0      | 0           | 0          |
| D. Astrain     | 31               | 1                | 2                | 0                | 6                       | 0                       | 0                       | 0                       | 37       | 1      | 2           | 0          |
| Carlos         | 32               | 19               | 1                | 0                | 5                       | 2                       | 0                       | 0                       | 37       | 21     | 1           | 0          |
| Dani           | 24               | 5                | 2                | 0                | 6                       | 2                       | 1                       | 0                       | 30       | 7      | 3           | 0          |
| J. Escalza     | 33               | 0                | 4                | 0                | 6                       | 0                       | 0                       | 0                       | 39       | 0      | 4           | 0          |
| I. Garay       | 0                | 0                | 0                | 0                | 0                       | 0                       | 0                       | 0                       | 0        | 0      | 0           | 0          |
| A. Gisasola    | 30               | 2                | 3                | 0                | 2                       | 0                       | 1                       | 0                       | 32       | 2      | 4           | 0          |
| A. Goikoetxea  | 0                | 0                | 0                | 0                | 2                       | 0                       | 1                       | 0                       | 2        | 0      | 1           | 0          |
| J.M. Igartua   | 9                | 0                | 0                | 0                | 5                       | 0                       | 0                       | 0                       | 14       | 0      | 0           | 0          |
| J.A. Iribar    | 33               | -?               | 0                | 0                | 6                       | -0                      | 0                       | 0                       | 39       | -0+    | 0           | 0          |
| J.M. Lasa      | 29               | 6                | 0                | 1                | 6                       | 0                       | 0                       | 0                       | 35       | 6      | 0           | 1          |
| J.I. Madariaga | 32               | 1                | 0                | 0                | 5                       | 0                       | 1                       | 0                       | 37       | 1      | 1           | 0          |
| V. Marro       | 3                | -?               | 0                | 0                | 0                       | -0                      | 0                       | 0                       | 3        | -0+    | 0           | 0          |
| Martin         | 9                | 1                | 1                | 0                | 0                       | 0                       | 0                       | 0                       | 9        | 1      | 1           | 0          |
| J.M. Núñez     | 4                | 0                | 1                | 0                | 0                       | 0                       | 0                       | 0                       | 4        | 0      | 1           | 0          |
| T. Rojo (I)    | 31               | 1                | 4                | 0                | 5                       | 0                       | 1                       | 0                       | 36       | 1      | 5           | 0          |
| J.A. Rojo (II) | 26               | 1                | 4                | 0                | 6                       | 0                       | 0                       | 0                       | 32       | 1      | 4           | 0          |
| A.M. Villar    | 34               | 1                | 2                | 0                | 6                       | 1                       | 0                       | 0                       | 40       | 2      | 2           | 0          |
| J.C. Vidal     | 0                | 0                | 0                | 0                | 0                       | 0                       | 0                       | 0                       | 0        | 0      | 0           | 0          |
| P.M. Zabalza   | 22               | 1                | 0                | 0                | 4                       | 0                       | 0                       | 0                       | 26       | 1      | 0           | 0          |
| J.A. Zaldua    | 0                | -0               | 0                | 0                | 0                       | -0                      | 0                       | 0                       | 0        | -0     | 0           | 0          |
| M.F. Zubiaga   | 8                | 0                | 0                | 0                | 2                       | 0                       | 0                       | 0                       | 10       | 0      | 0           | 0          |
| J.M. Zuluaga   | 0                | 0                | 0                | 0                | 0                       | 0                       | 0                       | 0                       | 0        | 0      | 0           | 0          |